# Berliner Gramophone

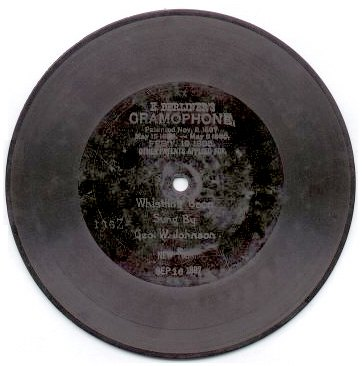
Berliner grammofonskiva av George W. Johnson (1897).

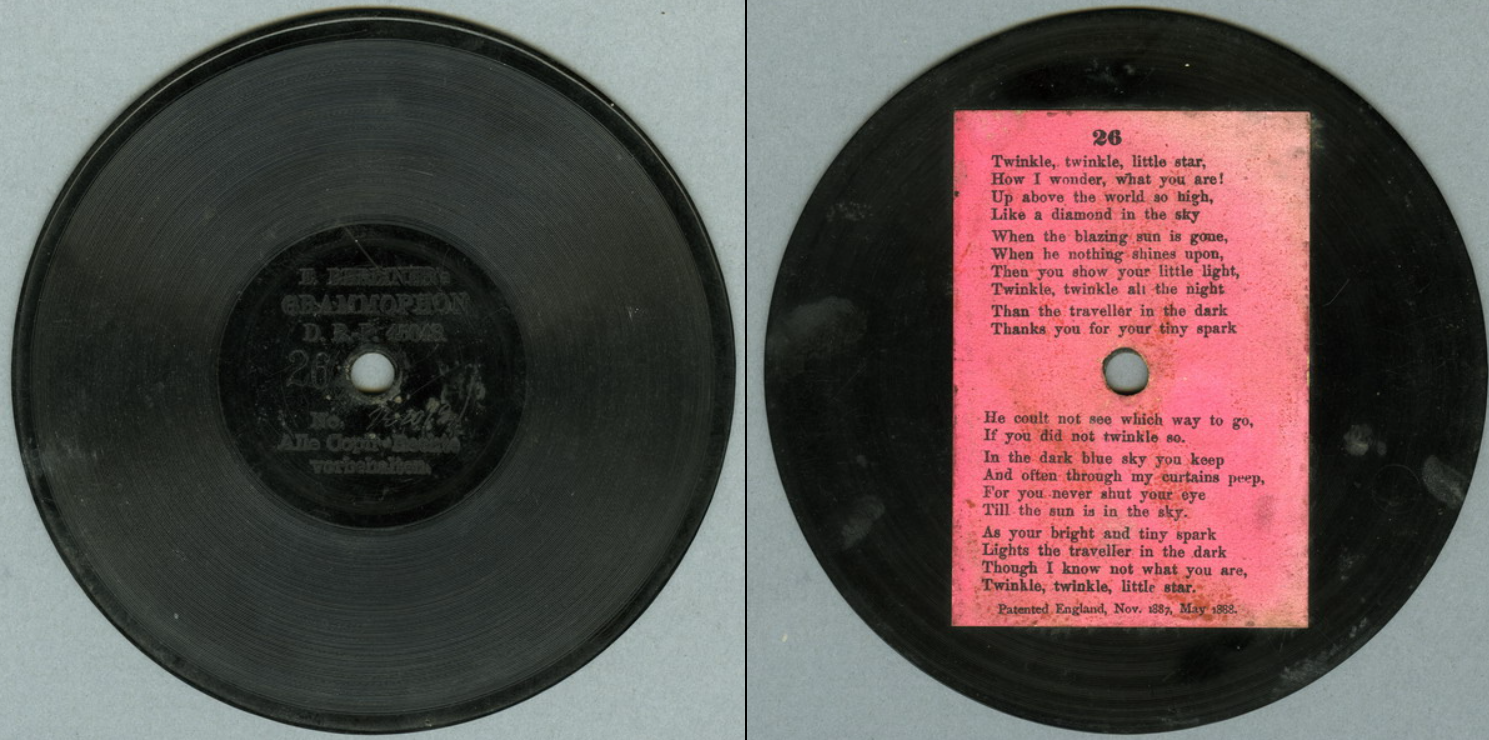
Inspelning av "Twinkle Twinkle, little star", tillskriven E. Berliner (cirka 1891).

Berliner Gramophone var ett tyskt skivbolag, bildat 1889. Dess skivor identifierades med en etsad "E. Berliner's Gramophone" som logotyp. Bolaget var det första (och i nästan tio år det enda) skivbolaget i världen. Dess skivor spelades på Emile Berliners uppfinning, grammofonen, som konkurrerade med de vaxcylinderspelande fonograferna som var vanligare under 1890-talet.
Tidiga Berliner Gramophone-skivor var patenterade under amerikanska patent 372,786 och 382,790.